# Guglielmo Bosca
 Guglielmo Bosca, né le 5 juin 1993 à Canelli, est un skieur alpin italien. Il compte une seconde place en coupe du monde lors du Super-G de Garmisch-Partenkirchen en janvier 2024.

## Biographie
Il est le frère du skieur alpin italien Giulio Giovanni Bosca.
En février 2013, il prend la 15e place des championnats du monde juniors de descente au Canada. 
Aux championnats du monde universitaires en décembre 2013 à  Passo San Pellegrino, il remporte la médaille de bronze de la descente et du super G.
En 2015 et 2016, il devient vice-champion d'Italie de super G.
En janvier 2016, il décroche son premier podium en coupe d'Europe en se classant second du super G de Reiteralm. Il termine la saison 2015-2016 de coupe d'Europe à la 4e place du classement général du super G.
Il marque ses premiers points en coupe du monde en décembre 2016 dans le super G de Santa Caterina. En mars 2017, il est sacré champion d'Italie de combiné, et vice-champion d'Italie de descente.
En décembre 2017, il se blesse gravement lors du super G de coupe d'Europe de Reiteralm. Ses blessures (double fracture tibia-péroné) nécessitent 7 opérations et le tiennent éloigné des compétitions de ski pendant deux longues années. 
Il se blesse à nouveau en décembre 2020 (rupture des ligaments croisés à Bormio).
En mars 2022, il obtient son premier top-10 en coupe du monde en prenant la 9e place de la descente de Kvitfjell.
Il participe à ses premiers championnats du monde à Courchevel et se classe 26e du super G.
En janvier 2024, il se classe 5e du super G de coupe du monde de Wengen. Deux semaines plus tard il décroche son premier podium en coupe du monde en s'emparant brillamment de la seconde place du super G de Garmisch-Partenkirchen,. Il termine la saison à la 5e place du classement général de la coupe du monde de super G. Fin mars, il est sacré champion d'Italie de super G à Sarentino.
Début décembre 2024, il se fracture le péroné dans la deuxième descente d'entrainement de Beaver Creek et met fin à sa saison.

## Palmarès[3]

### Championnats du monde
| Édition / Epreuve        | Super G |
| Mondiaux 2023 Courchevel | 26e     |

### Coupe du monde
- Meilleur classement général : 25e en 2024 avec 303 points.
- Meilleur classement de descente : 25e en 2024 avec 73 points
- Meilleur classement de super G : 5e en 2024 avec 230 points.
- Meilleur classement au combiné : 41e en 2020 avec 4 points.

- 7 tops-10 dont 1 podium
- Meilleur résultat sur une épreuve de coupe du monde de super G : 2d à Garmisch le 27 janvier 2024.
- Meilleur résultat sur une épreuve de coupe du monde de descente : 9e à Kvitfjell le 4 mars 2022

#### Classements
| Saison / Épreuve | Saison / Épreuve | Général | Général | Descente | Descente | Super G | Super G | Géant  | Géant  | Slalom | Slalom | Combiné | Combiné |
| ---------------- | ---------------- | ------- | ------- | -------- | -------- | ------- | ------- | ------ | ------ | ------ | ------ | ------- | ------- |
| Saison / Épreuve | Saison / Épreuve | Class.  | Points  | Class.   | Points   | Class.  | Points  | Class. | Points | Class. | Points | Class.  | Points  |
| 2017             | 2017             | 156e    | 4       | -        | -        | 51e     | 4       | -      | -      | -      | -      | -       | -       |
| 2020             | 2020             | 155e    | 4       | -        | -        | -       | -       | -      | -      | -      | -      | 41e     | 4       |
| 2021             | 2021             | 148e    | 3       | -        | -        | 54e     | 3       | -      | -      | -      | -      | -       | -       |
| 2022             | 2022             | 83e     | 69      | 35e      | 48       | 39e     | 21      | -      | -      | -      | -      | -       | -       |
| 2023             | 2023             | 67e     | 101     | 56e      | 7        | 20e     | 94      | -      | -      | -      | -      | -       | -       |
| 2024             | 2024             | 25e     | 303     | 25e      | 73       | 5e      | 230     | -      | -      | -      | -      | -       | -       |

### Championnats du monde junior
| Épreuve / Édition       | Descente | Super G | Slalom géant | Slalom  | Combiné |
| Mondiaux 2012 Roccaraso | -        | -       | 20e          | Abandon | -       |
| Mondiaux 2013 Le Massif | 15e      | 30e     | Abandon      | -       | -       |

### Universiade
| Épreuve / Édition                                                 | Descente | Super G | Slalom géant | Slalom | Combiné | Team event |
| Universiade d'hiver de 2013 Passo San Pellegrino / Pozza di Fassa | Bronze   | Bronze  | Abandon      | -      | -       | -          |

### Coupe d'Europe
16 tops-10 dont 5 podiums 

### Championnats d'Italie
- Champion du combiné en 2017
- Vice-champion d'Italie de super G en 2015 et 2016 et de descente en 2017
- 3e des championnats d'Italie : combiné en 2015, super G en 2017, descente et super G en 2023